# Obelisco de Jequié
O Obelisco de Jequié foi uma construção localizado no município de Jequié no estado brasileiro da Bahia e figurava como um monumento da cidade. O local da ereção do obelisco é a Praça Ademar Nunes Vieira, rebatizada por "Praça da Bíblia", bairro Jequiezinho.

## Controvérsias

### Risco de demolição
O monumento figura seriamente a ser demolido em face de requerimento de autoria do vereador Josué Menezes, que reivindica autorização da municipalidade, ou seja  da Prefeitura de Jequié, a substituição do obelisco, símbolo utilizado por faraós na história antiga,  para que, no mesmo local se construa símbolo cristão, que condiz com o novo nome Praça da Bíblia.

### Patrimônio de Jequié
O Obelisco não figura um patrimônio do Brasil, já que sua origem remonta do antigo Egito, e é utilizado como símbolos de domínio pelos maçons. A Praça foi renomeada como Praça da Bíblia, com autorização da câmara de vereadores, aprovado por projeto de lei.

## Lei brasileira de preservação do patrimônio histórico e cultural
Conforme a literatura jurídica do Direito Administrativo Brasileiro no Direito Penal Brasileiro e no Direito Constitucional, a derrubada de monumentos sujeita a configurar crime contra o patrimônio histórico e portanto passível de ações no poder judiciário em Ação Civil Pública e em Ação Popular a serem deflagradas por cidadãos, instituições ou de ofício pelo Ministério Público.
E também pode afrontar os mandamentos da Lei brasileira de preservação do patrimônio histórico e cultural.